# سول (بيدفوردشير)
سول (بالإنجليزية: Sewell, Bedfordshire)‏ هي قرية تقع في المملكة المتحدة في شرق انجلترا.